# 加藤康三
加藤 康三（かとう こうぞう、1928年（昭和3年）12月12日 - 2011年（平成23年）3月26日）は元・オリエンタルランド代表取締役会長。東京都出身。趣味は読書。

## 経歴
東京出身。1953年に東京大学農学部卒業と同時に千葉県庁に入庁。水産部長を経て、1985年にオリエンタルランドに移籍し専務取締役となる。
1988年4月に高橋政知代表取締役社長の妻・弘子が心臓病の悪化した事をきっかけに、同年6月25日付で同社の代表取締役副社長となる。
1992年1月9日に森光明社長が心筋梗塞で急死した為、同年6月23日付で4代目代表取締役社長に就任
1994年2月14日に100%出資子会社「舞浜コーポレーション」を設立。
1995年6月に高橋が相談役に退き、3代目の代表取締役会長に就任。加賀見俊夫に社長の座をに譲った。
1996年6月12日には100%出資子会社「舞浜リゾートホテルズ」を設立
1997年4月9日には100%出資子会社「舞浜リゾートライン」を、同年12月8日には100%出資子会社「グリーンアンドアーツ」をそれぞれ設立。
1998年6月15日には100%出資子会社「フォトワークス」、「デザインファクトリー」、「ベイフードサービス」をそれぞれ設立
1999年2月4日には100%出資子会社「舞浜ビジネスサービス」を、同年3月4日には100%出資子会社「イクスピアリ」を、同じく10月20日には100%出資子会社「アールシー・ジャパン」をそれぞれ設立。
2000年10月6日には100%出資子会社「リゾートクリーニングサービス」を設立。
2001年6月8日には100%出資子会社「舞浜ビルメンテナンス」、「オーエルシー・キッチンテクノ」をそれぞれ設立し、同年9月4日に東京ディズニーシーを開園させた。
2002年4月1日 に「ウォルト・ディズニー・インターナショナル・ジャパン」100%出資子会社「リテイルネットワークス」の全株式を取得し完全子会社化、同時にディズニーとライセンス契約を締結し日本国内のディズニーストアの経営に着手し、同年9月24日に退社した。